# Rudolf von Hildebrand
Rudolf Friedrich Leopold Hildebrand, seit 1871 von Hildebrand (* 5. Februar 1822 in Aschersleben; † 22. Dezember 1900 in Hannover) war ein preußischer Generalmajor und Kommandeur der 8. Infanterie-Brigade.

## Leben

### Herkunft
Rudolf war ein Sohn des preußischen Oberst Leopold Hildebrand (1790–1878) und dessen Ehefrau Rosine, geborene von Fischer-Treuenfeld (1789–1872), eine Schwester des Generalleutnants Christian von Fischer-Treuenfeld (1788–1870).

### Militärkarriere
Nach dem Besuch des Gymnasiums in seinem Heimatstadt sowie der Kadettenhäuser in Potsdam und Berlin wurde Hildebrand am 8. August 1839 als Portepeefähnrich dem 27. Infanterie-Regiment der Preußischen Armee überwiesen. Er avancierte Mitte Juni 1842 zum überzähligen Sekondeleutnant, wurde Ende Oktober 1842 über den Etat einrangiert und am 22. Juni 1846 in den Etat eingereiht. Ab Anfang September 1848 war Hildebrand Bataillonsadjutant und stieg im März 1854 zum Premierleutnant auf. Von April 1854 bis Juni 1859 folgte seine Kommandierung als Kompanieführer beim III. Bataillon im 27. Landwehr-Regiment in Aschersleben. Während dieses Kommandos wurde er am 12. Februar 1859 zum Hauptmann befördert und am 18. August 1860 zum Kompaniechef in seinem Stammregiment ernannt. Während des Krieges gegen Österreich nahm Hildebrand an den Kämpfen bei Münchengrätz, Preßburg und Königgrätz teil, avancierte am 20. Juli 1866 zum Major und erhielt für sein Wirken den Roten Adlerorden IV. Klasse mit Schwertern.
Am 9. November 1866 wurde er zum Kommandeur des Füsilier-Bataillons ernannt und in dieser Stellung am 26. Juli 1870 zum Oberstleutnant befördert. Er führte sein Bataillon 1870/71 im Krieg gegen Frankreich bei Beaumont, Toul, Mouzon und vor Paris. Ausgezeichnet mit beiden Klassen des Eisernen Kreuzes wurde Hildebrand nach dem Friedensschluss am 16. Juni 1871 durch Kaiser Wilhelm I. in den erblichen preußischen Adelsstand erhoben.
Unter Stellung à la suite beauftragte man ihn am 1. Januar 1872 zunächst mit der Führung des 2. Hessischen Infanterie-Regiments Nr. 82 in Göttingen. Am 10. Januar 1872 wurde er Oberst und Regimentskommandeur. Unter Stellung à la suite seines Regiments schloss sich am 13. Oktober 1877 eine Verwendung als Kommandeur der 8. Infanterie-Brigade in Bromberg. In dieser Eigenschaft wurde er am 18. Oktober 1877 zum Generalmajor befördert und Mitte September 1879 mit dem Roten Adlerorden II. Klasse mit Eichenlaub und Schwertern am Ringe ausgezeichnet. In Genehmigung seines Abschiedsgesuches und unter Verleihung des Kronen-Ordens II. Klasse mit Stern wurde Hildebrand am 15. April 1882 mit Pension zur Disposition gestellt. Er starb am 22. Dezember 1900 in Hannover.

### Familie
Hildebrand heiratete am 8. August 1850 in Magdeburg Mathilde Jellinghaus (1824–1887). Das Paar hatte mehrere Kinder:
- Hedwig (1852–1853)
- Anna (* 1853) ⚭ 1875 Karl von Bargen (* 1845), Rechtsanwalt und Notar in Göttingen[2]